# Optio

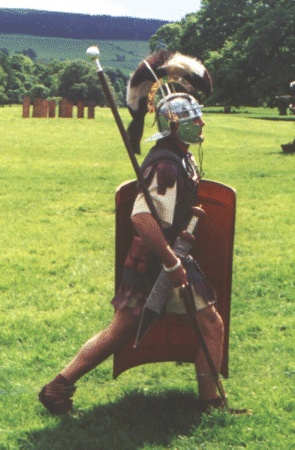
Recreación de un optio.

En el ejército romano, el optio era  el suboficial que servía de lugarteniente al centurión de cada centuria y al decurio de cada turma de caballería. Podía ser designado por el superior inmediato o ser elegido por sus compañeros, valorándose su valor, destreza militar y dotes de mando. 
Estaba clasificado de entre los milites principales y poseía la categoría de duplicarius, es decir, estaba rebajado de tareas pesadas y cobraba doble paga. Aspiraba a ser nombrado centurión, y cuando había alcanzado la cualificación suficiente, recibía el título de optio ad spem ordinis.

## Tipos de optio

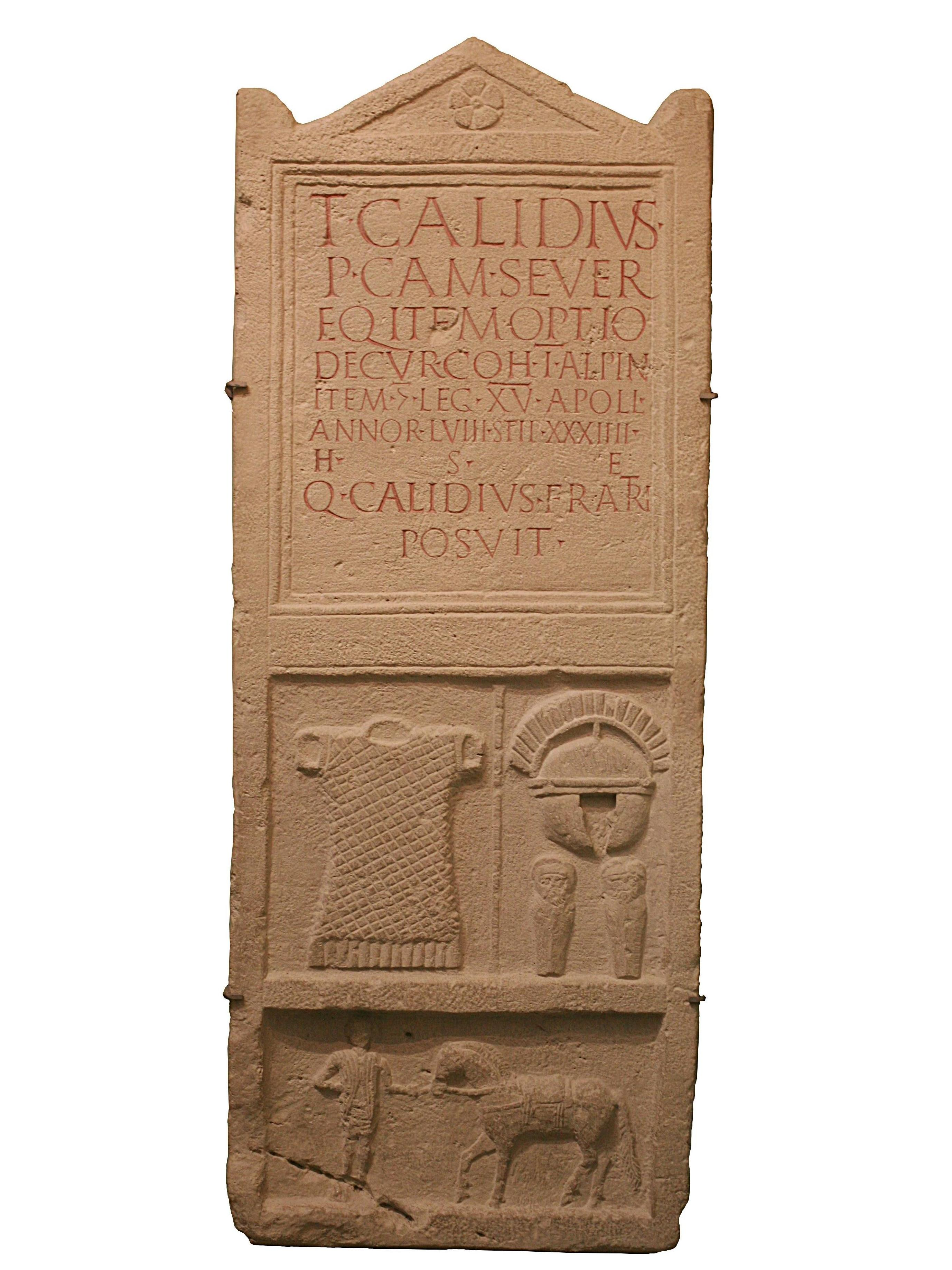
Estela funeraria del siglo I de Tito Calidio Severo procedente de Carnuntum (Petronell, Austria). Calidio fue optio de la Cohors I Alpinorum equitata antes de ascender a centurión de la Legio XV Apollinaris.

Además de estos optiones, existían otros a cargo de diferentes tareas, como:
- Optio ad carcerem: al frente de la prisión militar de un castra legionis o de un castellum auxiliar.
- Optio candidatus: suboficial que ha sido designado por el jefe de su unidad para alcanzar un rango superior, normalmente el de centurión.
- Optio carceris: suboficial encargado de las celdas de una prisión.
- Optio centuriae u Optio centurionis: lugarteniente de cada centuria.
- Optio custodiarum: suboficial a cargo de la guardia.
- Optio draconarius: en el ejército bajoimperial era el suboficial más veterano de entre los portaestandartes o draconarii.
- Optio equitum: suboficial de la caballería legionaria y de la guardia pretoriana.
- Optio fabricae: encargado de la sección de reparación y fabricación de armas de su unidad.
- Optio navaliorum: suboficial de un navío de guerra, dependiente directamente del capitán.
- Optio praetorii: suboficial al frente de las dependencias del cuartel general de su unidad, tanto principia como praetorium.
- Optio principalis: indicación de la categoría a la que pertenecía.
- Optio speculatorum: optio al frente de los speculatores, soldados encargados de las labores de exploración y espionaje militar.
- Optio stratorum: optio al frente de los stratores o soldados destinados a la función de policía militar.
- Optio tribuni: suboficial destinado como asistente de un tribunus militum.
- Optio valetudinarii: encargado de las instalaciones del valetudinarium u hospital de su unidad.